# Aleko Konstantinow
Aleko Konstantinow (ur. 1 stycznia 1863 r. w Swisztowie, zm. 11 maja 1897 r. w pobliżu wsi Radiłowo) – pisarz bułgarski.

## Życiorys
Studiował prawo w Odessie i tam też zetknął się z wielką literaturą rosyjską, zapoznał się m.in. z dziełami Puszkina, Lermontowa, Niekrasowa i innych pisarzy, co wpłynęło także na jego sposób odczuwania i postrzegania świata. Po powrocie do Bułgarii pracował jako sędzia i prokurator w sofijskim sądzie apelacyjnym, jednak ze względu na swój krytyczny stosunek do będącej u władzy partii konserwatywnej został odsunięty od pełnionych obowiązków. Poświęcił się pracy społecznej oraz literackiej, prowadząc przy tym własną kancelarię prawną. Był żarliwym krzewicielem turystyki i podróżowania; w 1895 założył pierwsze w Bułgarii towarzystwo turystyczne. Dużo tłumaczył, przede wszystkim z języka rosyjskiego, ale także francuskiego, sporo także pisał. Spośród jego pism z tego okresu warto wymienić notatki z licznych podróży, nowele oraz cięte felietony, demaskujące układy polityczne. 
W roku 1889 zwiedził światową wystawę w Paryżu, a w 1893 – w Chicago, zaś doświadczenia z podróży opisał w książce Do Chicago i z powrotem. Dzieło to jest krytycznym spojrzeniem na Stany Zjednoczone, system polityczny tego kraju i zwyczaje jego mieszkańców. Książka zawiera także bardzo trafne obserwacje dotyczące demokracji amerykańskiej, a wiele spośród spostrzeżeń Konstantinowa nie straciło swej aktualności do dzisiaj.
Aleko Konstantinow był także znany jako humorysta i satyryk. W Bułgarii ogromną, nie gasnącą do dziś popularność zdobyła jego książka Baj Ganiu, w której autor kreśli żywą i wyrazistą postać podróżującego po Europie bułgarskiego parweniusza, który nie przebiera w środkach, pragnąc się wzbogacić.
W 1897 r. w czasie podróży powozem z Pesztery do Pazardżika z Michaiłem Takewem został zastrzelony przez mieszkańców wsi Radiłowo. Celem zabójców był Takew, a Konstantinow zginął przypadkowo.
Najsłynniejszą książkę Aleko Konstantinowa Baj Ganiu przełożył na polski Franciszek Korwin-Szymanowski (Warszawa 1986).
Jego imię upamiętnia Międzynarodowy Konkurs Literacki „Aleko” (Международния литературен конкурс „Алеко”), organizowany od 1966 przez redakcję satyrycznego tygodnika Styrszeł.